# Agromyza uniseta
Agromyza uniseta är en tvåvingeart som beskrevs av Spencer 1959. Agromyza uniseta ingår i släktet Agromyza och familjen minerarflugor.
Artens utbredningsområde är Madagaskar. Inga underarter finns listade i Catalogue of Life.